# Rise (East Riding of Yorkshire)
Rise – wieś w Anglii, w hrabstwie East Riding of Yorkshire. Leży 15 km na północny wschód od miasta Hull i 262 km na północ od Londynu. W 2001 miejscowość liczyła 119 mieszkańców.